# Scandolara Ripa d’Oglio
Scandolara Ripa d’Oglio (im Cremoneser Dialekt: Scandulèera) ist eine Gemeinde (comune) in der Provinz Cremona in der Lombardei, Italien, mit 502 Einwohnern (Stand 31. Dezember 2023). Die Gemeinde liegt etwa 13,5 Kilometer nordöstlich von Cremona am Oglio und grenzt unmittelbar an die Provinz Brescia.
Scandolara Ripa d’Oglio ist der Geburtsort von Carmelo Scampa, römisch-katholischer Bischof von São Luís de Montes Belos in Brasilien.